# RV (映画)
『RV』（アールブイ、原題: RV）は、2006年のアメリカの映画。ロビン・ウィリアムズ主演のコメディー。日本では劇場未公開で、DVDのみの発売となった。
「RV」とは日本語のキャンピングカー（モーターホーム）のこと。

## ストーリー
マンロー一家の大黒柱であるボブは、家族のために今まで必死に仕事をしてきた。しかし、娘と息子はすっかり反抗期になってしまい、仕事でも新人社員の脅威に怯えるといった最悪の状態に陥っていた。そんなある日、仕事の都合でハワイへの家族旅行を急遽中止し、コロラド州の会議に出席しなければならなくなってしまう。家族の絆を取り戻すチャンスだと楽しみにしていたボブはこの報せに落胆するのだが、同僚との雑談からある計画を思いつく。それはキャンピングカーをレンタルして、家族を連れてコロラド州へ向かうというものだった。家族とは旅行を楽しみ、隙を見つけて会議にも出席するというこの無茶な計画は、はたして成功するのだろうか。

## キャスト
※括弧内は日本語吹替
- ボブ・マンロー - ロビン・ウィリアムズ（江原正士）
- ジェイミー・マンロー - シェリル・ハインズ（山像かおり）
- キャシー・マンロー - ジョジョ（中村千絵）
- カール・マンロー - ジョシュ・ハッチャーソン（上村祐翔）
- トラヴィス・ゴーニキー - ジェフ・ダニエルズ（屋良有作）
- メリー・ジョー・ゴーニキー - クリスティン・チェノウェス（ならはしみき）
- アール・ゴーニキー - ハンター・パリッシュ（小野塚貴志）
- ムーン・ゴーニキー - クロエ・ソネンフェルド（津村まこと）
- ビリー・ゴーニキー - アレックス・フェリス（柴井伶太）
- トッド・マロリー - ウィル・アーネット（入江崇史）
- マーティー - ブライアン・ハウ（石住昭彦）
- レアード - リチャード・イアン・コックス（多田野曜平）
- 5歳のキャシー - エリカ＝シェイ・ゲイアー（宮本侑芽）
- グレッチェン - Veronika Sztopa（青山桐子）
- ラリー・モイファイン - ロブ・ラベル（室園丈裕）
- ゲリー・モイファイン - ブライアン・マーキンソン（朝倉栄介）
- タミー - キルステン・オルター（田中結子）
- ハウイー - ブレンダン・フレッチャー（保村真）
- ジョー・ジョー - マシュー・グレイ・ギュブラー（増田裕生）
- ウィル - ジャコモ・ベサート（松本考平）
- カーナビの声 - ダイアン・ミシェル（林佳代子）
- アーヴ - バリー・ソネンフェルド

## スタッフ
- 監督：バリー・ソネンフェルド
- 脚本：ジェフ・ロドキー
- 製作：ルーシー・フィッシャー、ダグラス・ウィック
- 製作総指揮：ボビー・コーエン、グレアム・プレイス、ライアン・カヴァノー
- 撮影監督：フレッド・マーフィ
- プロダクションデザイナー：マイケル・S・ボルトン
- 編集：ケヴィン・テント
- 衣裳デザイン：メアリー・E・ヴォクト
- 音楽：ジェームズ・ニュートン・ハワード
- 日本語字幕：松崎広幸
- 吹替翻訳：前田美由紀
- 吹替演出：早川陽一
- 吹替調整：慎次実
- 吹替制作：ACクリエイト

## 受賞・ノミネート
第27回ゴールデンラズベリー賞
- ノミネート：最低助演女優賞 - クリスティン・チェノウェス
- 受賞：ファミリー映画と宣った最低作品賞